# Egevikler
Egevikleren (Tortrix viridana) er en mindre, grøn sommerfugl, der kan blive mellem 8,5 og 11 mm lang.

## Udseende
Egeviklerens forreste vinger er lysegrønne og gullige i kanten. Den ene lapper lidt ind over den anden. De bagerste vinger er blege og har frynser.

## Livscyklus
Ved midsommer sværmer hanner og hunner rundt, og hunnen ynder at lægger æggene i egetræerne. Næste forår udklækkes æggene. Larverne er op til 15 mm lange og grønne. De spinder egebladene sammen og forpupper sig inde i dem.